# Stenodexia foxii
Stenodexia foxii är en tvåvingeart som beskrevs av Johnson 1919. Stenodexia foxii ingår i släktet Stenodexia och familjen parasitflugor.
Artens utbredningsområde är Jamaica. Inga underarter finns listade i Catalogue of Life.